# ストロング・アーム・オブ・ザ・ロウ
『ストロング・アーム・オブ・ザ・ロウ』（Strong Arm of the Law）は、イングランドのヘヴィメタル・バンド、サクソンが1980年に発表した3作目のスタジオ・アルバム。

## 背景
タイトル曲は、ビフ・バイフォードの説明によればポール・クィン作のリフから発展した曲で、歌詞は警察による交通取り締まりを題材としている。「ダラス1PM」は、1963年のケネディ大統領暗殺事件を題材としている。

## 反響
全英アルバムチャートでは13週トップ100入りし、最高11位を記録した。本作からのシングル「ストロング・アーム・オブ・ザ・ロウ」は全英シングルチャートで63位に達した。
スウェーデンのアルバム・チャートでは2回（4週）連続で37位を記録した。

## 評価・影響
Eduardo Rivadaviaはオールミュージックにおいて5点満点中4.5点を付け「前作と比べると、明快でヒット性の高い曲は少ないが、『ストロング・アーム・オブ・ザ・ロウ』には最初から最後まで比類なき一貫性があり、多くのファンや批評家からも、サクソンの決定盤とみなされている」と評している。また、ポール・エリオットは2019年、本作および前作『ホイールズ・オブ・スティール』（1980年）の2作をサクソンの必聴盤として挙げ「この年には『バック・イン・ブラック』、『ヘヴン&ヘル』、『エース・オブ・スペーズ』他多数の、時代を超えたハードロック/ヘヴィメタルの名盤が発表されたが、サクソンもまた、このジャンルを代表する名盤を1枚のみならず2枚発表した」と評している。
ドイツのパワーメタル・バンド、パラゴンは、アルバム『ロウ・オヴ・ザ・ブレイド』（2002年）の限定デジパック盤に「トゥ・ヘル・アンド・バック・アゲイン」のカヴァーを収録し、更にサクソンのトリビュート・アルバム『Eagleution - A Tribute to Saxon』（2005年）に「20,000フィート」のカヴァーを提供した。

## 収録曲
全曲ともメンバー5人の共作。
1. ヘヴィ・メタル・サンダー - "Heavy Metal Thunder" - 4:21
2. トゥ・ヘル・アンド・バック・アゲイン - "To Hell and Back Again" - 4:48
3. ストロング・アーム・オブ・ザ・ロウ - "Strong Arm of the Law" - 4:43
4. テイキング・ユア・チャンス - "Taking Your Chances" - 4:21
5. 20,000フィート - "20,000 Ft." - 3:25
6. ハングリー・イヤーズ - "Hungry Years" - 5:08
7. シックス・フォーム・ガールズ - "Sixth Form Girls" - 4:19
8. ダラス1PM - "Dallas 1 PM" - 6:27

### 2006年リマスターCDボーナス・トラック
1. 20,000フィート（ライヴ） - "20,000 Ft. (Live)" - 3:30
2. ダラス1PM（ライヴ） - "Dallas 1 PM (Live)" - 6:18
3. ハングリー・イヤーズ（ライヴ） - "Hungry Years (Live)" - 5:57
4. ストロング・アーム・オブ・ザ・ロウ（ライヴ） - "Strong Arm of the Law (Live)" - 4:52
5. ヘヴィ・メタル・サンダー（ライヴ） - "Heavy Metal Thunder (Live)" - 4:01

### 2009年リマスターCDボーナス・トラック
9. - 12.は1982年4月25日に行われたBBCセッションの録音で、ドラムスはナイジェル・グロックラーが担当している。
1. 20,000フィート - "20,000 Ft. (BBC Session)" - 3:17
2. ダラス1PM - "Dallas 1 PM (BBC Session)" - 6:01
3. イーグル・ハズ・ランデッド - "The Eagle Has Landed (BBC Session)" - 7:32
4. 747（ストレンジャーズ・イン・ザ・ナイト） - "747 (Strangers in the Night) (BBC Session)" - 4:41
5. トゥ・ヘル・アンド・バック・アゲイン（オルタネイト・ヴァージョン） - "To Hell and Back Again (Alternate Version)" - 4:47
6. 20,000フィート（アビイ・ロード・ミックス2009） - "20,000 Ft. (Abbey Road Mix 2009)" - 4:10
7. マンディ（アーリー・ヴァージョン・オブ・シックス・フォーム・ガールズ） - "Mandy" - 3:58
8. ヘヴィ・メタル・サンダー（アビイ・ロード・ミックス2009） - "Heavy Metal Thunder (Abbey Road Mix 2009)" - 4:15

## 参加ミュージシャン
- ビフ・バイフォード - ボーカル
- グラハム・オリヴァー - ギター
- ポール・クィン - ギター
- スティーヴ・ドーソン - ベース
- ピート・ギル - ドラムス